# Ituna
Ituna is een plaats (town) in de Canadese provincie Saskatchewan en telt 622 inwoners (2006).